# San Bartolomé (Wyspy Kanaryjskie)
San Bartolomé – gmina w Hiszpanii, w prowincji Las Palmas, we wspólnocie autonomicznej Wysp Kanaryjskich, o powierzchni 40,9 km². W 2011 roku gmina liczyła 18 487 mieszkańców.